# Oosterkrangeweersterpolder
De Oosterkrangeweersterpolder is een voormalig waterschap in de provincie Groningen. De polder werd ook wel de Bodewespolder genoemd.
De polder lag ten zuiden van Stedum. De noordgrens lag op het verlengde van het oost-west gedeelte van de Bedumerweg, de oostgrens kwam overeen met het Stedumermaar en de zuidgrens met het Westerwijtwerdermaar. De westgrens ten slotte lag op een lijn halverwege de Crangeweersterweg en het Stedumermaar. De molen van het schap stond aan het Westerwijtwerdermaar. 
Waterstaatkundig gezien ligt het gebied sinds 1995 binnen dat van het waterschap Noorderzijlvest.